# Lefkada
Lefkada (grško Λευκάδα, italijansko Santa Maura) je grški otok s površino 336 km², ki spada v skupino Jonskih otokov v Jonskem morju. Skupaj z nekaj manjšimi sosednimi otoki je otok administrativno vključen v prefekturo Lefkada. Najpomembnejše in največje mesto je Lefkada, ki leži na severnem delu otoka. Najbližje mednarodno letališče imenovano Aktion National Airport je na celini, v bližini mesta Preveza in je oddaljeno približno eno uro vožnje od mesta Lefkada.

## Zemljepisni položaj
Otok Lefkada leži v Jonskem morju, severozahodno od polotoka Peloponez, severno od otoka se nahaja otok Krf, južneje pa otoka Kefalonija in Itaka. Od kopna je ločen s prelivom, širokim približno 2 km. Preliv je danes premoščen z mostom. Lefkada je pretežno kamnita in hribovita z nekaj manjšimi plodnimi dolinami. V teh dolinah vzgajajo oljke, vinsko trto, agrume, sadje in zelenjavo.
Lefkada prvotno ni bila otok, ampak je bila s svojo severno konico povezan z grško celino. Vendar so že v 7. stoletju pred našim štetjem otok ločili od celine. Korintčani, ki so okoli leta 640 pr. n. št. ustanovili prva naselja, so tako v zavetju otoka lahko pluli ob celini. Vse do danes je vodna pot globoka samo 5 m.
Otok meri od severa proti jugu 35 km in 15 km od vzhoda proti zahodu. Obsega površino 336 km². Najvišji vrh otoka je imenovan Stavrota in meri 1158 m. Leži v osrednjem delu otoka. Na vzhodni obali otoka so manjša naselja, letovišča Ligia, Nikiana in Perigiali. Vsa naselja so severno od največjega naselja in letovišča na vzhodni obali Nidri. To je področje iz katerega je moč videti otok Skorpios, ki je bil nekdaj v lasti Aristotela Onassisa, danes pa je v lasti ruske družine Ribolovlev. Možno je videti tudi  otok Meganisi ter druge manjše otoke in obalo celinske Grčije. Od tu je možen tudi prevoz s trajekti na otoke Kefalonijo, Itako in Meganisi.
Na jugu otoka je letovišče Vasiliki, osrednje središče za srfanje na otoku. Vasiliki je s trajekti povezan s Kefalonijo in Itako. Osrednja obalna cesta povezuje Vasiliki z letoviščem Nidri (20 km) in glavnim mestom Lefkada. Speljana je skozi vasi, zaključena pa je tudi izgradnja obvoznice, ki povezuje naselja na zahodni obali otoka.
Na jugu otoka je Rt Lefkada, kjer je grška pesnica Sapfo skočila v  smrt iz 30 m visoke pečine.

## Mesto Lefkada
Glavno mesto otoka je mesto Lefkada, ki leži na severovzhodu otoka, na področju, kjer se otok stika s celino. V mestu živi 10.875 prebivalcev (leta 2001). Mestece, obdano s plitvinami in lagunami je zanimivo kot živahno središče, kot letoviški kraj pa je manj primerno. Antična naselbina je ležala 2 km južneje od sedanjega mesta. Na vhodu v mesto stoji trdnjava Santa Maura, grško Agia Mavra. Trdnjava je služila varovanju mesta, hkrati pa je bila tudi sedež beneških upraviteljev dežele.
Ozke, zavite ulice mesta naredijo na obiskovalca vtis zasanjanosti mesta. Vse ulice vodijo proti središču mesta. Na manjših trgih stojijo za Grčijo netipične cerkve, ne kupolaste cerkve, temveč majhne stavbe z glavno ladjo in ločenim zvonikom. Pri gradnji zvonikov so uporabljali tudi kovinske elemente, ker so se kamniti zvoniki ob pogostih potresih radi porušili. Večino cerkva so poslikali mojstri kretske in beneške šole. Najbolj znana je cerkev  sv. Spiridona iz 17. stoletja v središču mesta. Več cerkva je v zasebni lasti.
Pred mostom, ki otok povezuje s celino stoji več hotelov, pred njimi pa mestni park z doprsnimi spomeniki na otoku rojenih literatov (Aristoteles Valaoritis, Angelos Sikelianos in Lefkadio Hearn).

## Meganisi
Meganisi je otoček v bližini Lefkade, ki je tudi ohranil administrativni status samostojne občine. Na otoku se je ohranil kmečki način življenja. Temu primerno je tudi ohranjanje tradicionalnosti od prejšnjih rodov. Osnovna izdelka, ki ju pridelujejo na otoku sta oljčno olje in vino, zato je možno na pobočjih opaziti nasade vinske trte in oljčne nasade. Pomembnejša dejavnost na otoku je tudi turizem. Prometno je povezan prek vasice Vati z naseljem Nidri na Lefkadi. Sosednji otok Scorpios pa je v zasebni lasti ruske družine Ribolovlev. Pred tem je bil otoček v lasti družine Onassis.
Na otoku je več zanimivih jam. Ena  med njimi, imenovana Papanikolis, je dobila ime po podmornici, ki je tam našla zatočišče med drugo svetovno vojno.

## Podnebje
Podnebje na otoku je sredozemsko z dolgimi in toplimi poletji ter milimi in deževnimi zimami. Rastlinski in živalski svet je tipično sredozemski. 
Podnebne razmere za mesto Lefkas so podane v naslednji razpredelnici:
| Vremenske razmere mesto Lefkas                   | Jan. | Feb. | Mar. | Apr. | Maj | Jun. | Jul. | Avg. | Sep. | Okt. | Nov. | Dec. |
| Povprečna najvišja dnevna temperatura zraka (ºC) | 14   | 16   | 16   | 19   | 24  | 28   | 31   | 31   | 27   | 23   | 18   | 15   |
| Povprečna najnižja dnevna temperatura zraka [°C] | 6    | 7    | 8    | 11   | 15  | 18   | 21   | 21   | 18   | 14   | 11   | 8    |
| Povprečna količina padavin [mm]                  | 157  | 122  | 91   | 64   | 41  | 20   | 5    | 20   | 46   | 145  | 157  | 213  |

## Zgodovina

### Antični čas
Mit o samomoru Sapfo na rtu Lefkada je povezan z drugimi miti. Ti miti povezujejo otok z grško boginjo ljubezni Afrodito, in z Odisejem, junakom Homerjeve Odiseje. Nemškemu arheologu Wilhelmu Dörpfeldu, ki je vodil izkopavanja na različnih lokacijah na otoku Lefkada, je uspelo prikazati, da je Lefkada verjetna Homerjeva Itaka in da se je Odisejeva palača nahajala zahodno od naselja Nidri na južni obali Lefkade . Obstajajo mnenja, predvsem s strani lokalni turističnih delavcev, da več točk  kaže na Lefkado kot možen model za Homerjevo Itako. Najpomembnejša od teh točk je, da Homer opisuje Itako kot otok, ki je dosegljiv peš, kar je veljalo za Lefkado. Dejansko je bila Lefkada v preteklosti povezana  s kopnom z ozkim nasipom. Po Strabonu (grškem geografu, filozofu in zgodovinarju, 63 pr. n. št. do 24) je bila obala Akarnanije imenovana Leucas v predhodnih časih. Antični viri imenujejo Leucas kot  Korintsko kolonijo.  Med Peloponeško vojno se je Leucas  pridružila Spartanski konfederaciji.

### Srednji vek
Lefkada je bila do leta 1295 del Epirskega despotata (Epirske kneževine), ko je prešla v last od zadnjega despota Nikephorosa I do njegovega zeta Johna Orsinija. Trdnjavo Santa Maura, po kateri tudi poimenujejo otok Lefkada, je bila prvič zgrajena v začetku 14. stoletja. Posest gradu je bila ključnega pomena za gospodarsko rast otoka. Družina Orsini izgubi Lefkado leta 1331, ko preide v last Anžujcev. Leta 1343 Walter VI, grof Briennski in vojvoda atenski prenese lastništvo na Benečana Graziana Giorgia. Med leti 1343 in 1348, v času napadov srbskega vladarja Stefana Dušana na Albanijo, Epir in Tesalonijo je oblast nad Lefkado prešla v njegove roke, razen Vonice in Santa Maure. Leta 1362 Leonardo I Toco osvoji celotno Lefkado in družina Toco zadrži Lefkado do leta 1479, ko jo osvojijo Turki. 
Turki so gospodovali nad otokom v parih obdobjih, tako med leti 1479 in 1502 ter od 1504 do 1684. Med leti 1715 in 1716 je otok ponovno bil kratek čas pod Turki. Tako je bil to edini med Jonskimi otoki, ki so ga obvladovali Turki. V prvem obdobju turške oblasti so obnovili grad Santa Maura, ki ima od tega časa tudi pridih otomanstva. 
Benečani so imeli oblast nad Lefkado med turško-benečanskimi vojnami med leti 1500 in 1503, ko so z določili mirovnega sporazuma vrnili otok Turkom. Leta 1684 Benečani  po 16-dnevnem obleganju osvojijo otok in zadržijo oblast na otoku do leta 1715, ko so si Turki leta 1715 povrnili otok pod svojo oblast. Ta je trajala eno leto, do leta 1716, ko ponovno preide pod oblast Benečanov. Ti so oblast zadržali do leta 1797. Benečani so intenzivno preurejali trdnjavo Santa Maura v zgodnjem 18. stoletju, pozneje v 19. stoletju so določene spremembe na trdnjavi opravili tudi Britanci.

### Zgodnji Novi vek
Med leti 1800 in 1807 je bila ustanovljena Republika sedmih otokov pod protektoratom Rusije in dejansko upravo Otomanskega cesarstva. V tvorbo so bili vključeni Jonski otoki in tvorba je bila neke vrsta naslednica francoskega departmaja Grčija. V vojsko Ruskega carstva so rekrutirali domačine iz otokov, pretežno iz Lefkade. Med njima sta bila poveljnika Anastasios Tselios in Apostolos Levendakis. Slednji je že leta 1802 organiziral enoto 60 borcev z Lefkade v podporo Rusom.
Pozneje med leti 1815 in 1864  je bila Lefkada pod britansko oblastjo v obliki protektorata imenovanega Združene države Jonskih otokov, nato je bila leta 1864 skupaj z ostalimi Jonskimi otoki vključena v Kraljevino Grčijo.

## Gospodarstvo
V hriboviti notranjosti otoka so se vasi v glavnem ohranile, na obali pa so lepe plaže. Te so povzročile razvoj turizma, danes pretežne gospodarske dejavnosti na otoku. Na severu je otok ravninski, domačini pa se v glavnem ukvarjajo z ribogojstvom.

## Kultura
Na Lefkadi so odkrili ostanke že iz mikenskih časov, ki so shranjeni v Arheološkem muzeju. V muzeju so razstavljene tudi fotografije Dörpfeldovih izkopavanj v okolici Nidrija.
Bizantinski muzej hrani ikone s sedmih Jonskih otokov, prve natisnjene knjige in primere naivne cerkvene umetnosti.
V manjšem Folklornem muzeju so dokumentirane šege in navade otočanov ter življenjske navade prebivalstva.
Fonografski muzej se je razvil iz zasebne zbirke in v njem so razstavljeni stari gramofoni, gramofonske plošče.
Nad mestom Lefkada stoji samostan Moni Faneromenis, ki je bil ustanovljen v 17. stoletju, današnja zgradba pa je iz 19. stoletja. V samostanu je tudi manjši pomorski muzej. Tudi tamkašnja ikona Panagije (Marije) je iz 19. stoletja.

## Zgodovinski center Lefkadio Hearn
Grško japonski pisatelj Patrick Lefkadio Hearn (1850-1904) je bil rojen v mestu Lefkada. Po očetu je bil irskega rodu in po materi grškega. Ime je dobil po rojstnem kraju, najbolj pa je znan po zbirki japonskih legend in mitov, ter po opisih ameriškega mesta New Orleans, kjer je živel deset let. Leta 1890 se je preselil na Japonsko, kjer so ga poznali pod imenom Koizumi Yakumo. V Tokiu je leta 1904 tudi umrl.
Po njem so imenovali tudi osrednji muzej na otoku, ki so ga odprli 4. julija 2014. Center vsebuje zgodnje izdaje, redke knjige in japonske zbirke last Lefkadia Hearna. Obiskovalci se lahko s pomočjo fotografij, besedil in razstavnih predmetov, seznanijo ne samo o pomembnejših dogodkih iz življenja Lefkadija Hearna, ampak tudi o evropskih civilizacijah, Ameriki in  Japonski poznega 18. stoletja in zgodnjega 19. stoletja.  Predstavljena so njegova predavanja, pisanja, literarna dela in povesti. Japonske občine Kumamoto, Matsue, Shinjuku, Yaizu, univerza Toyama, družina Koizumi  in druge osebnosti iz Japonske in  Grčije so prispevala k vzpostavitvi zgodovinskega centra Lafcadio Hearna.
Prvi sodobnejši opis otoka je naredil nadvojvoda Ludvig Salvator (Erzherzog Ludwig Salvator).

## Prebivalstvo
Otoško prebivalstvo tvorijo pretežno Grki, v poletnih mesecih pa je na otoku prisotno veliko število turistov, predvsem tujih.

## Administrativna ureditev
Sedanja občina Lefkada je bila ustanovljena leta 2011 po reorganizaciji lokalne samouprave v Grčiji z združitvijo sedmih nekdanjih občin, danes občinskih enot:
- Apollonioi
- Ellomenos
- Kalamos
- Karya
- Kastos
- Lefkada (mesto)
- Sfakiotes

Občina obsega celoten otok Lefkada in dva manjša otoka Kastos in Kalamos. Sedež občine je v mestu Lefkada.
Otok Meganisi je zadržal status pred spremembo lokalne samouprave in je samostojna občina s sedežem v mestu Katomeri.

## Prometne povezave
Celoten otok povezuje cesta 42 (GR42), ki poteka s severa, od grške celine proti jugu otoka. Na otoku Lefkada povezuje naselja od vzhoda proti zahodu
- Lefkada
- Agios Nikolaos
- Vonittsa
- Paliampelia
- Sparto
- Amfilochia

Na cesto se navezujejo lokalne ceste.
Glavna dostopna točka za tuje turiste je mednarodno letališče Aktion National Airport v Prevezi, ki leži na kopenskem delu Grčije.
Lefkada je s trajektnimi povezavami povezana s Kefalonijo, Itako in Maganisijem.

## Šport
Nogometni klub Sapho so ustanovili študentje leta 1925, leta 1927 pa je bil ustanovljen še danes delujoči nogometni klub Tilikratis, ki je tekmoval tudi v tretji grški ligi. V mestu Lefkada delujeta tudi moški in ženski košarkarski klub.

## Znane osebnosti
- Frederick Temple (1821-1902), nadškof v Canterburyju
- Aristotelis Valaoritis (1824-1879), pesnik in politik
- Lafcadio Hearn (1850-1904), grško irski orientalist in pisatelj
- Petros Soumilas (1861-19??), grški generalpolkovnik
- Dimitrios Golemis (1874-1941), atlet
- Grigorios Karydis (1912-1968), glasbenik, operni skladatelj
- Aggelos Sikelianos (1884-1951), pesnik in dramatik
- Tzavalas Karousos, tudi Karoussos (1904-1969), gledališki igralec
- Aristotel Onassis (1906-1975), grški ladjar
- Panos Rontoyannis (1911-1996), zgodovinar
- Theodoros Stamos (1922-1997), grško ameriški slikar
- Agnes Baltsa (1944), operna pevka
- Spyros Vrettos (1960), pesnik
- Elli Tsarlaba-Stai (1954), novinarka in TV voditeljica
- Evagelia Aravani (1986), manekenka